# Європейська конфедерація бейсболу
Європейська конфедерація бейсболу (фр. Confédération Européenne de Baseball, CEB) є адміністративним органом бейсболу в Європі. Заснована у 1953 році. Учасниками CEB є 38 бейсбольних федерацій у країнах Європи. Займається проведенням змагань з бейсболу між національними збірнами та клубами Європи.

## Історія
На зустрічі, яка проходила 27—29 квітня 1953 року в Парижі, президенти бейсбольних федерації Франції, Бельгії, ФРН, Іспанії та Італії заснували організацію за назвою фр. Fédération Européenne de Baseball — Європейська федерація бейсболу. Першим президентом було обрано італійця Стено Боргезе. Вже у 1954 році пройшов перший турнір під егідою FEB — Чемпіонат Європи, у якому грали 4 з 5 країн-членів (Франція не брала участі) і першим чемпіоном стала збірна Італії. З 1956 по 1960 рік року в члени FEB було прийнято бейсбольні федерацію Нідерландів, Швеції і Великої Британії.
У 1967 році федерації Нідерландів та Італії вийшли з FEB і оголосили про створення нової Федерації аматорського бейсболу. Через два роки вони повернулися назад до FEB.
У 1972 році на конгресі в Марселі було прийнято рішення про зміну назви на Confederation Europeene de Baseball Amateur, CEBA — Європейська конфедерація аматорського бейсболу. Протягом 1970-х років до CEBA приєдналося ще дві бейсбольні федерації – Сан-Марино і Данії. Новим президентом з 1973 року був італієць Бруно Бенек.
Протягом 1980-х років кількість членів CEBA збільшилася до 17. Новими членами стали бейсбольні федерації Фінляндії, Швейцарії, Мальти, Югославії, Австрії, СРСР, Чехословаччини. З 1984 року чемпіонат Європи став проводитися у двох групах.
На конгресі 1994 року у Сан-Марино було вирішено вилучити з назви та з статуту слово «аматорський» і таким чином організація отримала свою поточну назву. У 1990-х роках внаслідок припинення існування СРСР, Югославії і Чехословаччини та приєднання до CEB деяких нових країн кількість членів значно зросла. У 2009 році останнім новоприйнятим членом CEB  стала бейсбольна федерація Латвії. 

## Члени СЕВ
У дужках — рік вступу. 
| - Австрія (1983) - Білорусь (1994) - Бельгія (1953) - Болгарія (1992) - Велика Британія (1960) - Греція (1999) - Грузія (1992) - Данія (1979) - Естонія (1992) - Ізраїль (1994) | - Ірландія (1994) - Ісландія (2009) - Іспанія (1953) - Італія (1953) - Кіпр (1999) - Латвія (2009) - Литва (1992) - Мальта (1993) - Молдова (1983) - Нідерланди (1956) | - Німеччина (1953) - Норвегія (1993) - Польща (1990) - Португалія (1994) - Росія (1992) - Румунія (1991) - Сан-Марино (1971) - Сербія (2006) - Словаччина (1993) - Словенія (1992) | - Туреччина (2001) - Угорщина (1993) - Україна (1992) - Фінляндія (1981) - Франція (1953) - Хорватія (1992) - Чехія (1993) - Швейцарія (1982) - Швеція (1957) |

## Змагання
Під егідою CEB проводяться наступні змагання:
Серед національних збірних країн:
- Чемпіонат Європи з бейсболу — проводиться у трьох групах. Титул чемпіона має переможець групи «А»
- Чемпіонат Європи U-21
- Чемпіонат Європи U-18
- Чемпіонат Європи U-15

Серед клубів:
- Кубок Європейських чемпіонів
- Кубок CEB
- Кубок Федерацій